# 夏野香波
夏野 香波（なつの かなみ、1993年5月28日 - ）は、女性アイドルユニット「マボロシ可憐GeNE」の元メンバー。舞台をメインに、自身がプロデュースするアイドルユニット「めにぱら～many many paradigm」の総監督。
2024年1月1日に「ユメオイ少女」に加入、新メンバーとして活動することを発表した。

## 略歴
2014年6月1日 マボロシ可憐GeNEのサポートメンバーとして加入、同年7月19日正規メンバーになる。2016年6月7日にFORCE MUSICよりマボロシ可憐GeNE メジャーデビューシングル「最強純情DNA／キミは何色？」が発売。
2016年8月1日から7日まで行われたDMM.yellの企画に勝ち抜き、『劇場版ほんとうにあった怖い話2016』への出演権を獲得。同作品が2016年10月29日に劇場公開となり、スクリーンデビューを果たす。
2016年12月、「月喰マスカレイド prism waltz」にて初舞台。
2017年2月4日、マボロシ可憐GeNE 2nd ワンマンライブ「WHAT’S NEXT 4U? 〜ヒカリヘ、ミライヘ〜」をもって同グループを卒業し、女優業に専念するため活動を開始する。
2019年6月1日、アイドル復帰宣言。夏野香波セルフプロデュースアイドルユニット「メニぱら～many many paradigm」を結成。
2020年1月1日、自身がプロデュースするアイドルユニット｢メニぱら｣を｢めにぱら｣に改称するとYouTubeにて発表。
2024年1月1日に「ユメオイ少女」に加入し、新メンバーとして活動することを発表。
2024年2月8日、ユメオイ少女を脱退。

## 人物
- 人一倍の頑張り屋。
- キャッチフレーズ（自己紹介）は「かなみんが○○（場所）にキター。めにぱらのヤンチャガール　そんな私は〜？」（かなみん！/コール）
- ニックネームは「かなみん」。

## 出演

### 舞台
2016年 - 2017年
- MAIA STARSHIP「月喰マスカレイド prism waltz」（2016年12月15日 - 18日、王子・BASEMENT MONSTAR） - チーム朔 少女 役
- エアースタジオ「蒼い季節 あおいきせつ」A班（2017年3月15日 - 20日、AQUA studio） - 初音 役

2018年
- 【爆走おとな小学生】第六回全校集会「初等教育ロイヤル」（2018年4月4日 - 8日、シアターサンモール） - 1年生出席番号2番・高橋さん 役
- 【爆走おとな小学生】「こっちにおいで、ジョセフィーヌ」team Pluie（2018年5月23日 - 27日、新宿村LIVE） - ザボア 役
- アリスインプロジェクト「降臨Hearts」（2018年7月11日 - 16日、新宿村LIVE） - 管理官TSR208 役
- 【爆走おとな小学生】「舞台版「魔法少女 (?) マジカルジャシリカ」♡アニメ版なんてありません♡」（2018年11月7日 - 11日、シアターグリーン BIG TREE THEATER） - 妖精 役
- アリスインプロジェクト「ドナー・イレブン」（2018年12月19日 - 30日、シアターKASSAI） - 黄竹雛菊 役

2019年
- 蜂巣和紀単独コントイベント「蜂巣祭〜2019冬の陣〜」（2019年1月25日 - 27日、ステージカフェ下北沢亭） - 仏様 役
- 劇団ドリームプリンセス「カーテンコール〜curtain call〜」（2019年2月28日 - 3月3日、築地本願寺ブディストホール） - ミチ 役
- 劇団わ「バック・トゥ・ザ・君の笑顔-ロボットって笑うっけ？-」（2019年7月22日 - 28日、中目黒キンケロ・シアター） - ポーラー 役
- 東出有貴プロデュース「ANSWER」（2019年8月16日 - 18日、築地本願寺ブディストホール） - 坂本美優 役
- 【爆走おとな小学生】「舞台版「魔法少女 (?) マジカルジャシリカ-マジカル零-ZERO-」」（2019年9月11日 - 16日、CBGKシブゲキ!!） - 妖精 役

2020年
- 劇団わ「Happy Spell」（2020年1月7日 - 12日、新宿村LIVE） - ティブ 役
- プロジェクトリコロ「サイキック・エージェンシー」（2020年8月8日 - 9日、萬劇場） - 橙山あんず 役

2021年
- クリエイティブユニット【ソフトボイルド】「カルテットルーム」ルーム1（2021年10月20日 - 24日、中目黒キンケロ・シアター） - 江口里奈 役

2022年
- ガールズ演劇ユニット【メイホリック】「メイドランカー! 詰り蹴落とし跪け乙女」（2022年11月24日 - 27日、CBGKシブゲキ!!）- ダリア 役

2023年
- 「合唱だっつってんだ」（2023年5月10日 - 14日、新宿村LIVE） - 剛力湊海 役
- たままProduce「アスター」（2023年9月13日 - 17日、中野スタジオあくとれ） - A公演 エリ / B公演 マリ 役
- RAVE☆塾「レヴォリュスィオン」Bチーム（2023年11月2日 ‐ 5日、築地本願寺ブディストホール）- 近藤美玖 役
- BE WOOD LIVE『Three Stories of Christmas〜貴方の叶えたい夢は、何ですか!?〜』第3話「少女に喝采を!」（2023年12月22日 - 24日、ステージカフェ下北沢亭） - 椎名たけみ 役

2024年
- 劇団わ「僕のヒーロー願望」（2024年6月5日 - 9日、中目黒キンケロ・シアター） - カミル・タイソン 役
- UDA☆MAP「魁☆パラダイムシフト」（2024年7月3日 - 7日、大塚・萬劇場） - プラットちゃん 役
- Poppin' Shower「星空ハーモニー2024」♯チーム（2024年12月25日 - 29日、池袋・シアターグリーンBIG TREE THEATER） - 金本くるみ 役

### 映画
- 劇場版ほんとうにあった怖い話2016 第4話「見ている」（2016年、監督：今野恭成）[21]
- ZERO（2017年、監督：山田力也） - 短大生 瀬山希望 役

### テレビ番組
- クイズ30〜団結せよ！（2014年8月17日、フジテレビ）[22]
- お願い！ランキング（2016年9月16日、テレビ朝日）
- オーディション de show!（2017年10月7日 - 、チバテレ）

### ネット配信番組
- メシテロ #166 - #170（AbemaTV）

### ネット配信ドラマ
- 臨床犯罪学者 火村英生の推理 Another Story「切り裂きジャックを待ちながら」（2016年3月、Hulu） - 貴方に首すじ噛まれ隊 役

### ラジオ番組
- 夏野香波の子供じゃないもん！（2017年7月20日 - 、下北FM）

### ミュージック・ビデオ
- メアリーまさみ「ほしがり」（2017年5月24日）
- 夏野香波 1stソロオリジナル曲「ふわふわLOVE」（2017年5月28日）
- 夏野香波 2ndソロオリジナル曲「ナツノジカン」（2017年12月8日）
- めにぱら「太陽系シンデレラ」（2019年8月9日）
- めにぱら「Milky way」（2020年3月20日）
- めにぱら「全力パラダイムシフト」（2020年9月8日）
- めにぱら「M・A・T・E」（2021年3月14日）
- めにぱら「Virus」（2021年6月11日）
- めにぱら「常夏☆Summer」（2022年2月18日）
- めにぱら「Dream voyage」（2022年7月19日）
- Grand chocol8「天性のドロドロ」（2022年11月16日）

### その他
- 中公文庫『セクメト』プロモーションビデオ（2015年8月） - 弥生 役[23]
- 「ぞくり。怪談夜話」第16弾（2020年1月7日）
- 「殺し屋ジャスティス」（2019年）
- 「殺し屋ジャスティスレッド」（2022年）